# 岡部村
岡部村（おかべむら）は山梨県東山梨郡にあった村。現在の笛吹市北部、中央本線石和温泉駅周辺にあたる。

## 地理
- 山：大蔵経寺山

## 歴史
- 1875年（明治8年）1月 - 山梨郡松本村・山崎村・鎮目（しずめ）村・国府（こう）村・徳条村が合併して岡辺村となる。
- 1878年（明治11年）7月22日 - 郡区町村編制法の施行により、岡辺村が東山梨郡の所属となる。
- 1879年（明治12年）3月 - 岡辺村が改称して岡部村となる。
- 1889年（明治22年）7月1日 - 町村制の施行により、岡部村が単独で自治体を形成。
- 1956年（昭和31年）9月30日 - 東八代郡石和町・英村と合併し、改めて東八代郡石和町が発足。同日岡部村廃止。
- 1957年（昭和32年）9月1日 - 東八代郡石和町のうち旧村域の一部（大字徳条・鎮目・国府）を東山梨郡春日居村に編入。

## 名所・旧跡・観光スポット・祭事・催事
- 山梨岡神社
- 大蔵経寺

## 交通

### 鉄道路線
- 日本国有鉄道
  - 中央本線
    - 石和駅（現・石和温泉駅）

### 道路
- 国道140号